# Jajiyah
al-Jajiyah (tiếng Ả Rập: الجاجية, đã Latinh hoá: al-Jājīyah, tiếng Thổ Nhĩ Kỳ: Caciyeh),  là một ngôi làng Syria nằm ở Subdistrict của quận Hama ở tỉnh Hama. Theo Cục Thống kê Trung ương Syria (CBS), Jajiyah có dân số 6.419 người trong cuộc điều tra dân số năm 2004. Cư dân của nó chủ yếu là người Syria Syria, họ là người Syria gốc Thổ Nhĩ Kỳ và nói tiếng Thổ Nhĩ Kỳ là ngôn ngữ đầu tiên của họ.